# Geophilus pauciporus
Geophilus pauciporus är en mångfotingart som först beskrevs av Machado 1952.  Geophilus pauciporus ingår i släktet Geophilus och familjen storjordkrypare.
Artens utbredningsområde är Portugal. Inga underarter finns listade i Catalogue of Life.